# Aleksandr Aliyev
Aleksandr Aliyev (Kazachs: Александр Әлиев) (17 april 1987) is een Kazachs voetbalscheidsrechter. Hij werd vanaf 2013 opgenomen door FIFA en UEFA en fluit sindsdien internationale wedstrijden.
Op 2 juli 2013 maakte Aliyev zijn debuut in Europees verband tijdens een wedstrijd tussen Sjirak Gjoemri en SP Tre Penne in de voorrondes van de UEFA Champions League. De wedstrijd eindigde op 3–0 door een hattrick van Ismaël Fofana. Een opmerkelijke wedstrijd leidde Aliyev op 5 juli 2016 in de voorronde van de Champions League. In de wedstrijd FA Alasjkert tegen FC Santa Coloma (3–0) gaf hij maar liefst 6 gele kaarten en werden 4 spelers (waarvan 3 direct) uitgesloten.
Zijn eerste interland floot hij op 14 augustus 2013, toen Azerbeidzjan met 3–0 won van Malta. Tijdens zijn debuutwedstrijd deelde hij 5 gele kaarten en werd Andrei Agius met een rode kaart uitgesloten.

## Interlands
| Datum             | Plaats                  | Wedstrijd                  | Uitslag | Competitie        | Kreeg geel | Kreeg voor de tweede keer geel en dus rood | Weggestuurd |
| ----------------- | ----------------------- | -------------------------- | ------- | ----------------- | ---------- | ------------------------------------------ | ----------- |
| 14 augustus 2013  | Bakoe, Azerbeidzjan     | Azerbeidzjan – Malta       | 3 – 0   | Vriendschappelijk | 5          | 0                                          | 1           |
| 6 oktober 2016    | Bisjkek, Kirgizië       | Koerdistan – Libanon       | 0 – 0   | Vriendschappelijk | 2          | 1                                          | 0           |
| 13 november 2016  | Doesjanbe, Tadzjikistan | Tadzjikistan – Afghanistan | 1 – 0   | Vriendschappelijk | 4          | 0                                          | 0           |
| 6 september 2018  | Bisjkek, Kirgizië       | Koerdistan – Palestina     | 1 – 1   | Vriendschappelijk | 1          | 1                                          | 0           |
| 10 september 2018 | Bisjkek, Kirgizië       | Koerdistan – Syrië         | 2 – 1   | Vriendschappelijk | 5          | 1                                          | 1           |

Laatste aanpassing op 25 oktober 2018